# 张家堡站
张家堡站位于辽宁省凤城市张家堡村，为沈丹铁路上的一个火车站。建于1934年。
距离沈阳站224公里，丹东站53公里，隶属沈阳铁路局管辖。现为四等站。